# Vale de Madeira
Vale de Madeira ist eine Ortschaft und ehemalige Gemeinde im Norden Portugals.

## Verwaltung
Vale de Madeira war Sitz einer eigenständigen Gemeinde (Freguesia) im portugiesischen Kreis Pinhel. Im ehemaligen Gemeindegebiet leben 92 Einwohner (Stand 30. Juni 2011).
Im Zuge der administrativen Neuordnung in Portugal 2013 wurde die Gemeinde Vale de Madeira am 29. September 2013 aufgelöst und mit der Gemeinde Pereiro zur neuen Gemeinde Alto do Palurdo zusammengeschlossen. Sitz der neuen Gemeinde wurde Pereiro.